# Криви дол (община Щип)
Криви дол (на македонска литературна норма: Криви Дол) е село в община Щип, Северна Македония.

## География
Селото е разположено в областта Овче поле, на около 9 километра северозападно от общинския център град Щип в южното подножие на планината Манговица.

## История
През третата четвърт на XIV век селото е принадлежало на войводата Димитър, полубрат на деспот Константин Драгаш, който го дарява на една от църквите в Щип.
В XIX век Криви дол е малко българско село в Щипска кааза, Овчеполска нахия на Османската империя. Според статистиката на Васил Кънчов („Македония. Етнография и статистика“) от 1900 година селото има 50 жители, всички българи християни.
Цялото население на селото е под върховенството на Българската екзархия. По данни на секретаря на екзархията Димитър Мишев („La Macédoine et sa Population Chrétienne“) в 1905 година в Криви дол (Krivi-Dol) има 48 българи екзархисти.
В 1910 година селото пострадва по време на обезоръжителната акция. 22 души от селото са арестувани и измъчвани.
При избухването на Балканската война в 1912 година 9 души от Криви дол са доброволци в Македоно-одринското опълчение.
След Междусъюзническата война в 1913 година селото попада в Сърбия. На 24 февруари 1915 година сръбските власти убиват 60-годишния Коте Каменаров.
На етническата си карта от 1927 година Леонард Шулце Йена показва Кривидол (Krividol) като село с неясен етнически състав.
По време на българското управление във Вардарска Македония в годините на Втората световна война, Йордан М. Йорданов от Козаревец е български кмет на Криви дол до 23 септември 1943 година. След това кметове са Петър Т. Ташулов от Неготино (23 септември 1943 - 7 декември 1943) и Тодор Ал. Пилосов (24 януари 1944 - 9 септември 1944).

## Личности
Родени в Криви дол
- Андон, македоно-одрински опълченец, четата на Тодор Александров[9]
- Ефрем Миладинов (? – 1915), български революционер, войвода на Вътрешната македоно-одринска революционна организация
- Петре Тасев, български революционер, четник на Ефрем Миладинов в 1914 година[10]
- Славко (Славчо) Ангелов, македоно-одрински опълченец, 22-годишен, земеделец, неграмотен, четата на Иван Бърльо, четите на Стоян Мишев и Георги Гочев, 4 рота на 13 кукушка дружина, убит на 22 юни 1913 година[11]
- Тодор Георгиев Гущеров (1890 – 1928), български революционер от ВМРО